# Eudiscopus denticulus
Eudiscopus denticulus är en fladdermusart som först beskrevs av Wilfred Hudson Osgood 1932. Eudiscopus denticulus är ensam i släktet Eudiscopus som ingår i familjen läderlappar. Internationella naturvårdsunionen kategoriserar arten globalt som otillräckligt studerad. Inga underarter finns listade i Catalogue of Life.
Arten är bara känd från fyra fyndplatser på det sydostasiatiska fastlandet. Den hittades i Myanmar, Laos, Thailand och Vietnam. Individerna levde i skogar eller i andra områden med träd och med bambu som undervegetation. En mindre flock använder ihåliga bambustjälkar som viloplats. Populationen i Laos upptäcktes vid 1300 meter över havet. Arten jagar liksom de flesta andra läderlappar med hjälp av ekolokalisering. Den flyger långsamt och kan tidvis sväva över samma plats.
Eudiscopus denticulus når en kroppslängd (huvud och bål) av 40 till 45 mm och en svanslängd av 39 till 42 mm. Underarmarna är 34 till 38 mm långa. Individerna väger 3,5 till 10 g. Pälsen har på ovansidan en kanelbrun färg, undersidan är ljusare. Arten liknar i kroppsbyggnaden om medlemmarna av släktet Pipistrellus. Den har lite längre öron än Pipistrellus-arterna. Även den broskiga fliken i örat (tragus) är längre, men den slutar inte i en spets. Eudiscopus denticulus har runda klibbiga trampdynor på bakfötterna som påminner om en diskus. Skivorna är större än hos släktena Glischropus och Tylonycteris. Dessutom finns tre nedre premolarer och skallen är tydlig avplattad.